# ISO 3166-2:AR
Kódy ISO 3166-2 pro Argentinu identifikují 1 město a 23 provincií. První část (AR) je mezinárodní kód pro Argentinu, druhá část sestává z jednoho velkého písmena identifikujícího provincii.

## Seznam kódů
| Kód  | Subjekt                | Druh subjektu |
| ---- | ---------------------- | ------------- |
| AR-A | Salta                  | provincie     |
| AR-B | Provincie Buenos Aires | provincie     |
| AR-C | Buenos Aires           | město         |
| AR-D | San Luis               | provincie     |
| AR-E | Entre Ríos             | provincie     |
| AR-F | La Rioja               | provincie     |
| AR-G | Santiago del Estero    | provincie     |
| AR-H | Chaco                  | provincie     |
| AR-J | San Juan               | provincie     |
| AR-K | Catamarca              | provincie     |
| AR-L | La Pampa               | provincie     |
| AR-M | Mendoza                | provincie     |
| AR-N | Misiones               | provincie     |
| AR-P | Formosa                | provincie     |
| AR-Q | Neuquén                | provincie     |
| AR-R | Río Negro              | provincie     |
| AR-S | Santa Fe               | provincie     |
| AR-T | Tucumán                | provincie     |
| AR-U | Chubut                 | provincie     |
| AR-V | Tierra del Fuego       | provincie     |
| AR-W | Corrientes             | provincie     |
| AR-X | Córdoba                | provincie     |
| AR-Y | Jujuy                  | provincie     |
| AR-Z | Santa Cruz             | provincie     |